# NextGen Series 2011-12
Les NextGen Series 2011-12 és l'edició inaugural de la competició per a clubs de futbol d'Europa amb equips sots-19. Per aquesta primera edició l'organització va escollir alguns dels millors equips juvenils d'Europa.

## Fase de grups
Per a la fase de grups els equips van competir en quatre grups de quatre en format de lligueta amb partits d'anada i tornada. Els dos millors de cada grup es classificaren per a la fase d'eliminatòries directes.

### Grup A
| Equip                  | PJ | PG | PE | PP | GF | GC | Dif | Pts |
| ---------------------- | -- | -- | -- | -- | -- | -- | --- | --- |
| FC Barcelona           | 6  | 5  | 0  | 1  | 20 | 9  | +11 | 15  |
| Olympique de Marseille | 6  | 4  | 0  | 2  | 11 | 10 | +1  | 12  |
| Celtic FC              | 6  | 3  | 0  | 3  | 11 | 12 | -1  | 9   |
| Manchester City FC     | 6  | 0  | 0  | 6  | 6  | 17 | -11 | 0   |

|                    | Catalunya | Escòcia | Anglaterra | França |
| ------------------ | --------- | ------- | ---------- | ------ |
| FC Barcelona       | –         | 5-1     | 4-1        | 4-1    |
| Celtic FC          | 1-3       | –       | 2-1        | 3-0    |
| Manchester City FC | 1-2       | 2-4     | –          | 1-2    |
| Ol. Marseille      | 4-2       | 1-0     | 3-0        | –      |

### Grup B
| Equip         | PJ | PG | PE | PP | GF | GC | Dif | Pts |
| ------------- | -- | -- | -- | -- | -- | -- | --- | --- |
| Sporting CP   | 6  | 5  | 1  | 0  | 20 | 6  | +14 | 16  |
| Liverpool FC  | 6  | 2  | 1  | 3  | 9  | 11 | -2  | 7   |
| VfL Wolfsburg | 6  | 1  | 3  | 2  | 8  | 9  | -1  | 6   |
| Molde FK      | 6  | 1  | 1  | 4  | 10 | 21 | -11 | 4   |

|               | Anglaterra | Noruega | Portugal | Alemanya |
| ------------- | ---------- | ------- | -------- | -------- |
| Liverpool FC  | –          | 3-0     | 0-3      | 1-1      |
| Molde FK      | 0-4        | –       | 3-4      | 3-1      |
| Sporting CP   | 5-1        | 6-1     | –        | 2-1      |
| VfL Wolfsburg | 2-0        | 3-3     | 0-0      | –        |

### Grup C
| Equip          | PJ | PG | PE | PP | GF | GC | Dif | Pts |
| -------------- | -- | -- | -- | -- | -- | -- | --- | --- |
| Aston Villa FC | 6  | 4  | 0  | 2  | 15 | 7  | +8  | 12  |
| AFC Ajax       | 6  | 3  | 1  | 2  | 9  | 7  | +2  | 10  |
| Rosenborg BK   | 6  | 3  | 0  | 2  | 11 | 11 | +0  | 9   |
| Fenerbahçe SK  | 6  | 1  | 1  | 4  | 5  | 15 | -10 | 4   |

|                | Països Baixos | Anglaterra | Turquia | Noruega |
| -------------- | ------------- | ---------- | ------- | ------- |
| AFC Ajax       | –             | 2-0        | 5-1     | 0-2     |
| Aston Villa FC | 3-0           | –          | 4-0     | 4-1     |
| Fenerbahçe SK  | 0-0           | 1-2        | –       | 1-0     |
| Rosenborg BK   | 1-2           | 3-2        | 4-2     | –       |

### Grup D
| Equip                | PJ | PG | PE | PP | GF | GC | Dif | Pts |
| -------------------- | -- | -- | -- | -- | -- | -- | --- | --- |
| Tottenham Hotspur FC | 6  | 4  | 2  | 0  | 17 | 6  | +11 | 14  |
| Inter Milà           | 6  | 3  | 2  | 1  | 8  | 11 | -3  | 11  |
| FC Basel             | 6  | 1  | 2  | 3  | 4  | 8  | -4  | 5   |
| PSV Eindhoven        | 6  | 1  | 0  | 5  | 9  | 13 | -4  | 3   |

|               | Suïssa | Itàlia | Països Baixos | Anglaterra |
| ------------- | ------ | ------ | ------------- | ---------- |
| FC Basel      | –      | 0-0    | 1-0           | 2-2        |
| Inter Milà    | 1-0    | –      | 3-2           | 1-1        |
| PSV Eindhoven | 4-1    | 1-2    | –             | 1-2        |
| Tottenham FC  | 1-0    | 7-1    | 4-1           | –          |

## Quadre resum
|  | Quarts de final                             | Quarts de final                    |                                         |       | Semifinals | Semifinals |  |  | Final | Final |
|  |                                             |                                    |                                         |       |            |            |  |  |       |       |
|  | 25 de gener - Estádio Dr. Magalhães, Leiria |                                    |                                         |       |            |            |  |  |       |       |
|  |                                             |                                    |                                         |       |            |            |  |  |       |       |
|  | Sporting CP                                 | 0                                  |                                         |       |            |            |  |  |       |       |
|  | Sporting CP                                 | 0                                  | 16 de març - Anfield, Liverpool         |       |            |            |  |  |       |       |
|  | Inter Milà                                  | 1                                  |                                         |       |            |            |  |  |       |       |
|  | Inter Milà                                  | 1                                  | Inter Milà                              | 2     |            |            |  |  |       |       |
|  | 25 de gener - Villa Park, Birmingham        |                                    | Inter Milà                              | 2     |            |            |  |  |       |       |
|  |                                             | Ol. de Marsella                    | 0                                       |       |            |            |  |  |       |       |
|  | Aston Villa FC                              | Ol. de Marsella                    | 0                                       | 1     |            |            |  |  |       |       |
|  | Aston Villa FC                              |                                    | 25 de març - Matchroom Stadium, Londres | 1     |            |            |  |  |       |       |
|  | Ol. de Marsella                             | 2                                  |                                         |       |            |            |  |  |       |       |
|  | Ol. de Marsella                             | 2                                  | Inter Milà (per penals)                 | 1 (5) |            |            |  |  |       |       |
|  | 1 de febrer - White Hart Lane, Londres      |                                    | Inter Milà (per penals)                 | 1 (5) |            |            |  |  |       |       |
|  |                                             | AFC Ajax                           | 1 (3)                                   |       |            |            |  |  |       |       |
|  | Tottenham Hotspur                           | AFC Ajax                           | 1 (3)                                   | 1     |            |            |  |  |       |       |
|  | Tottenham Hotspur                           | 21 de març - Griffin Park, Londres |                                         | 1     |            |            |  |  |       |       |
|  | Liverpool FC                                | 0                                  |                                         |       |            |            |  |  |       |       |
|  | Liverpool FC                                | 0                                  | Liverpool FC                            | 0     |            |            |  |  |       |       |
|  | 8 de febrer - Mini Estadi, Barcelona        |                                    | Liverpool FC                            | 0     |            |            |  |  |       |       |
|  |                                             | AFC Ajax                           | 6                                       |       |            |            |  |  |       |       |
|  | FC Barcelona                                | AFC Ajax                           | 6                                       | 0     |            |            |  |  |       |       |
|  | FC Barcelona                                |                                    |                                         | 0     |            |            |  |  |       |       |
|  | AFC Ajax                                    | 3                                  |                                         |       |            |            |  |  |       |       |
|  | AFC Ajax                                    | 3                                  |                                         |       |            |            |  |  |       |       |